# Ampedus
Genre
Ampedus est un genre d'insectes de l'ordre des coléoptères et de la famille des élatéridés (taupins).
Son nom provient du grec αμπηδάω, αναπηδάω: ampēdáō, anapēdáō, je saute. En effet, comme tous les élatéridés ils échappent à leurs prédateurs en sautant à terre sur le dos, puis se redressent grâce à une rétraction musculaire puissante à l'articulation de leur pronotum, particulièrement mobile, et du mésothorax . 

## Liste des espèces rencontrées en Europe
- Ampedus (Ampedus) apicalis (Reitter, 1889)
- Ampedus (Ampedus) assingi Schimmel, 1996
- Ampedus (Ampedus) aurilegulus (Schaufuss, 1863)
- Ampedus (Ampedus) auripes (Reitter, 1895)
- Ampedus (Ampedus) balcanicus Dolin, 1983
- Ampedus (Ampedus) balteatus (Linnaeus, 1758)
- Ampedus (Ampedus) bouweri Schimmel, 1984
- Ampedus (Ampedus) brunnicornis Germar, 1844
- Ampedus (Ampedus) callegarii Platia & Gudenzi, 2000
- Ampedus (Ampedus) canaliculatus (Reitter, 1918)
- Ampedus (Ampedus) cardinalis (Schiödte, 1865)
- Ampedus (Ampedus) carinthiacus Bouwer, 1984
- Ampedus (Ampedus) cinnaberinus (Eschscholtz, 1829)
- Ampedus (Ampedus) coenobita (Costa, 1881)
- Ampedus (Ampedus) corsicus (Reitter, 1918)
- Ampedus (Ampedus) elegantulus (Schönherr, 1817)
- Ampedus (Ampedus) erythrogonus (P.W. Müller, 1821)
- Ampedus (Ampedus) forticornis (Schwarz, 1900)
- Ampedus (Ampedus) francolinus Bouwer, 1984
- Ampedus (Ampedus) fuentei Sánchez-Ruiz, 1996
- Ampedus (Ampedus) gallicus Bouwer, 1990
- Ampedus (Ampedus) glycereus (Herbst, 1784)
- Ampedus (Ampedus) hispanicus Platia & Gudenzi, 1999
- Ampedus (Ampedus) hjorti (Rye, 1905)
- Ampedus (Ampedus) impressicollis Bouwer, 1984
- Ampedus (Ampedus) karneri Schimmel, 1996
- Ampedus (Ampedus) karpathicus (Buysson, 1885)
- Ampedus (Ampedus) koschwitzi Schimmel, 1990
- Ampedus (Ampedus) lepidus (Mäklin, 1876)
- Ampedus (Ampedus) macedonicus Schimmel, 1996
- Ampedus (Ampedus) magistrettii Platia & Schimmel, 1988
- Ampedus (Ampedus) melanurus Mulsant & Guillebeau, 1855
- Ampedus (Ampedus) minos Wurst, 1997
- Ampedus (Ampedus) nemoralis Bouwer, 1980
- Ampedus (Ampedus) nigerrimus (Lacordaire in Boisduval & Lacordaire, 1835)
- Ampedus (Ampedus) nigrinus (Herbst, 1784)
- Ampedus (Ampedus) nigroflavus (Goeze, 1777)
- Ampedus (Ampedus) ochrinulus (Reitter 1887)
- Ampedus (Ampedus) ochropterus Germar, 1844
- Ampedus (Ampedus) pomonae (Stephens, 1830)
- Ampedus (Ampedus) pomorum (Herbst, 1784)
- Ampedus (Ampedus) pooti Wurst, 1995
- Ampedus (Ampedus) praeustus (Fabricius, 1792)
- Ampedus (Ampedus) pulcher (Baudi, 1871)
- Ampedus (Ampedus) pyrenaeus Zeising, 1981
- Ampedus (Ampedus) quadrisignatus (Gyllenhal, 1817)
- Ampedus (Ampedus) quercicola (Buysson, 1887)
- Ampedus (Ampedus) rufipennis (Stephens, 1830)
- Ampedus (Ampedus) rugosus Schimmel, 1982
- Ampedus (Ampedus) sanguineus (Linnaeus, 1758)
- Ampedus (Ampedus) sanguinolentus (Schrank, 1776)
- Ampedus (Ampedus) scrofa (Germar, 1844)
- Ampedus (Ampedus) sinuatus Germar, 1844
- Ampedus (Ampedus) suecicus Palm, 1976
- Ampedus (Ampedus) talamellii Platia & Gudenzi, 2000
- Ampedus (Ampedus) triangulum (Dorn, 1925)
- Ampedus (Ampedus) tristis (Linnaeus, 1758)
- Ampedus (Ampedus) vandalitae Lohse, 1976
- Ampedus (Ampedus) ziegleri Zeising & Sieg, 1983

## Liste d'espèces
Selon NCBI (31 août 2014) :
- Ampedus balteatus
- Ampedus basalis
- Ampedus hypogastricus
  - sous-espèce Ampedus hypogastricus hypogastricus
- Ampedus nigerrimus
- Ampedus nigrinus
- Ampedus nigroflavus
- Ampedus optabilis
  - sous-espèce Ampedus optabilis optabilis
- Ampedus quebecensis
- Ampedus rufipennis
- Ampedus sanguinolentus
- Ampedus sinuatus
- Ampedus subcostatus
- Ampedus tristis